# Andrej Loekonin
Andrej Loekonin (Russisch: Андрей Луконин; Tepelevo, 28 januari 1995) is een Russisch wielrenner die anno 2015 rijdt voor Itera-Katjoesja, de opleidingsploeg van Katjoesja.
In november 2015 werd bekend dat Loekonin door het Russische anti-dopingbureau RUSADA vanaf augustus voor een jaar werd geschorst voor het "overtreden van de dopingregels".

## Overwinningen
2012
 Russisch kampioen koppelkoers, Junioren
2013
 Russisch kampioen ploegentijdrit, Junioren
2014
Bergklassement Grote Prijs van Adygea

## Ploegen
- 2014 –  Team 21 (stagiair vanaf 1-8)
- 2015 –  Itera-Katjoesja (tot 31-7)

Belych · Garejsjin · Giliazov · Jakimov · Jegorov · Koegaevski · Mamykin · Mezjetsjev · Nemykin · Rozin · Ryabkin · Sjajmoeratnov · Stepanov · Tsjirkov · Zjoejkov · Zjoetsjkov · Loekonin (stagiair)
Belych · Borovik · Frolov · Ignatiev · Krivosjejev · Loekonin · Loetsenko · Mamykin · Nemykin · Nikolajev · Pokidov · Pomosjnikov · Razoemov · Rozin · A.Samochvalov · D.Samochvalov · Zjoejkov